# Crítiques al Llibre de Mormó
El Llibre de Mormó, publicat el 1830 pel líder religiós nord-americà Joseph Smith (que va afirmar que és una traducció d'un antic registre del nadiu americà), és objecte de crítica en relació al seu origen, el text i la precisió històrica.

## Crítiques relatives a l'origen del Llibre de Mormó

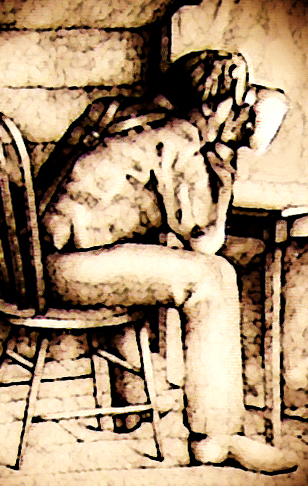
Joseph Smith va utilitzar el Urim i Tumim per a traduir les planxes d'or.

### La crítica en relació amb les circumstàncies de la creació
Els crítics han posat en dubte les circumstàncies de la creació de llibres, incloent-hi l'existència de plaques d'or de la qual el llibre va ser suposadament traduïda.

### La crítica relacionada amb el mètode de dictat
Els crítics qüestionen el mètode utilitzat per traduir el llibre, incloent-hi la tècnica de la utilització de pedres de vident.

### Crítiques relacionades amb el plagi
Els crítics afirmen que porcions del Llibre del Mormó són un plagi d'altres obres, entre elles la Bíblia de King James, Les Meravelles de la Natura, Visió dels hebreus, i un manuscrit inèdit escrit per Solomon Spalding.

## Crítiques relatives al text i al llenguatge

### Crítica sobre Egipci reformat

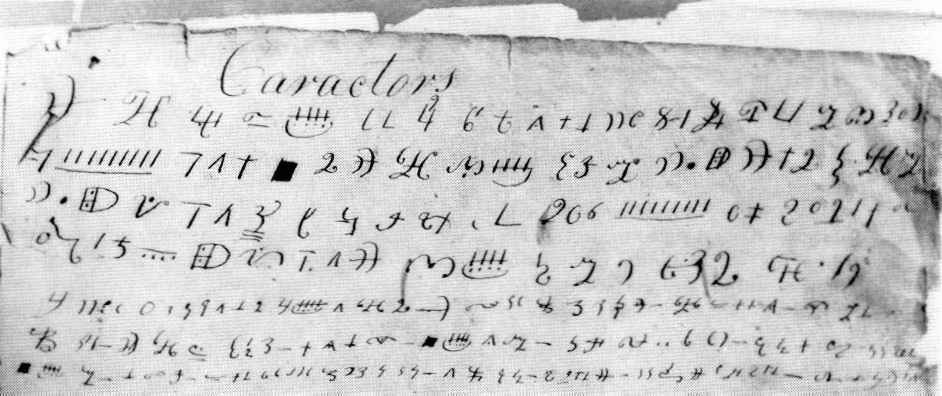
Fotografia del que es creu que és el document 1830 conegut com "la transcripció de Anthon"

Joseph Smith va afirmar que va traduir el Llibre del Mormó d'un idioma anomenat egipci reformat, no obstant això, els crítics afirmen que no existeix tal idioma.

### Les crítiques relacionades amb la lingüística
Els crítics afirmen que els patrons de llenguatge en el Llibre de Mormó indiquen que no és d'origen diví, sinó més aviat va ser fabricat pels mortals.

### La crítica en relació amb les paraules que no són coherents amb el període de la història
Els crítics assenyalen que el Llibre del Mormó conté moltes paraules i frases que no són coherents amb el marc de temps o la ubicació dels contes inclosos en el llibre.

### Les crítiques relacionades amb els noms inusuals que es disposava a Smith

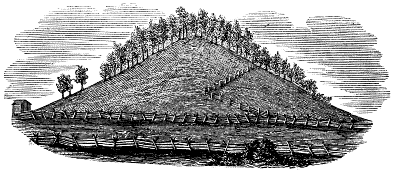
Un gravat de 1841 de Cumorah (mirant cap al sud), on Joseph Smith va dir que se li va donar les Plats d'Or per un àngel anomenat Moroni, al costat oest, a prop del cim.

- Cumorah:Alguns investigadors han teoritzat que Smith va crear el nom de "Cumorah" a través del seu estudi de les històries de caçadors de tresors del Capità William Kidd.[5] Com que Kidd es deia que hi havia un tresor enterrat a les illes Comores, s'ha suggerit que Smith va usar el nom de les illes i el va aplicar al turó on va trobar el tresor enterrat, les planxes d'or. Com a complement d'aquesta proposta és la teoria que Smith va manllevar el nom d'un assentament en les Comores-Moroni-i la va aplicar l'àngel que el va portar a les plaques d'or. Apologistes mormons han sostingut que aquest argument comet l'error de lògica d'apel·lar a la probabilitat. També assenyalen que és molt poc probable que Smith va tenir accés al material que s'hauria referit a la solució aleshores-petit de Moroni, en particular, ja que no apareixen en diccionaris geogràfics més actuals.[6] Diversos autors mormons rebutgen com "extrema" i no la tradició autoritària de la qual el Llibre del Mormó patriarca Lehi i la seva companyia van viatjar a través del Mar d'Aràbia, [42 a l'oceà Índic i, finalment, el vast oceà Pacífic.[7] Un autor mormó suggereix que Lehi i la seva la família pot tenir relliurats a l'illa de Grau Comore (ciutat portuària de capital "Moroni" - "un nom semític") prop de 200 milles (320 km) a la costa oriental d'Àfrica.[8]

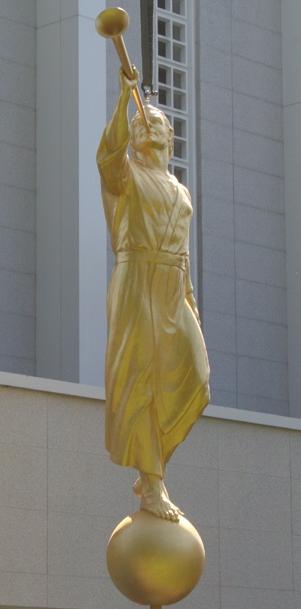
Estàtua de l'Àngel Moroni del Temple mormó de Berna (Suïssa)

- Moroni:Alguns investigadors sostenen la teoria que Smith es va familiaritzar amb el nom de Moroni a través del seu estudi de les històries de caça del tresor del capità William Kidd.[5] Com que Kidd es deia que hi havia un tresor enterrat a les illes Comores, Moroni, i és el nom de la ciutat capital i l'assentament més gran en les Comores, s'ha suggerit que Smith va manllevar el nom de la població i la va aplicar a l'àngel que el va portar a un tresor amagat-les[Cal aclariment]
 planxes d'or. Com a complement d'aquesta proposta és la teoria que Smith va manllevar el nom de les illes Comores i les va aplicar al turó on es va trobar amb les planxes d'or, que va cridar Cumorah[9]

. Apologistes mormons han motivat que aquesta línia d'argumentació comet l'error de lògica d'apel·lar a la probabilitat, sinó que també assenyalen que és poc probable que Smith va tenir accés al material que s'hauria referit a la solució llavors petit de Moroni.

## Crítiques relatives a la historicitat

### Crítiques relacionades amb la flora i la fauna
Els crítics assenyalen que el Llibre del Mormó conté referències a diverses plantes i animals (cavalls, porcs, etc.) que no existien a les Amèriques en el moment de la història.

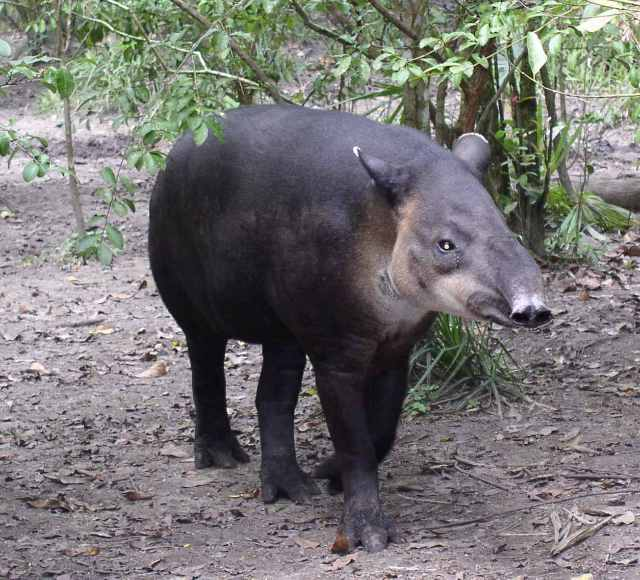
Un tapir - Alguns apologistes mormons creuen que la paraula "cavall" en el Llibre del Mormó es refereix a un tapir, per tal d'explicar l'anacronisme.

- Els cavalls són esmentats catorze vegades en el Llibre del Mormó.[11] No hi ha proves de cavalls existents al continent americà durant la història dels anys 2500-3000 del Llibre del Mormó (2500 aC - 400 dC), l'única prova de cavalls al continent americà es remunta a temps prehistòrics, però suggereix que es van extingir molts milers d'anys abans dels esdeveniments descrits en el Llibre del Mormó (en algun moment entre 12.500a.C i 10.000 aC). És àmpliament acceptat que els cavalls es van extingir en l'hemisferi occidental més de 10.000 anys enrere i no va tornar a aparèixer allà fins que els espanyols van portar d'Europa. Els cavalls no van ser reintroduïts a Amèrica fins que van ser portats al Carib per Cristòfor Colom el 1493 i al continent americà per Cortés el 1519.

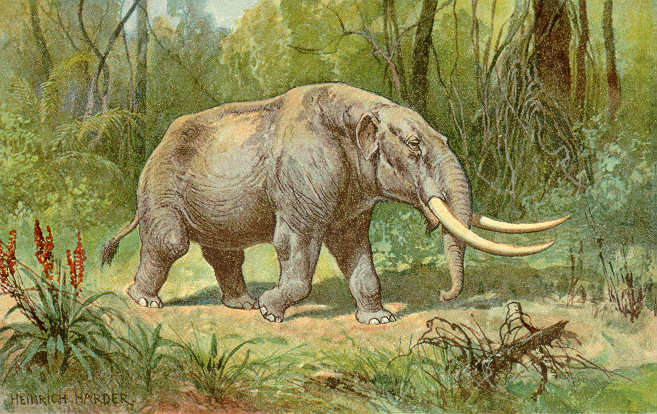
Els mastodonts existien a les Amèriques, però se sap que es van extingir 10.000 anys aC,.

- Els elefants s'esmenta dues vegades en un sol verset en el Llibre d'Èter. Mastodonts i mamuts van viure fa molt de temps en el Nou Món, però, amb el cavall prehistòric, el registre arqueològic indica que es van extingir juntament amb la majoria de la fauna al Nou Món al voltant de 10.000 aC L'origen d'aquesta extinció s'especula que el resultat de la depredació humana, un canvi climàtic significatiu, o una combinació d'ambdós factors.[12][13] Se sap que una petita població de mamuts van sobreviure a St Paul Island, Alaska, fins a 6000 aC, però a més, aquest termini és de milers d'anys abans del registre jaredita en el Llibre del Mormó comença.

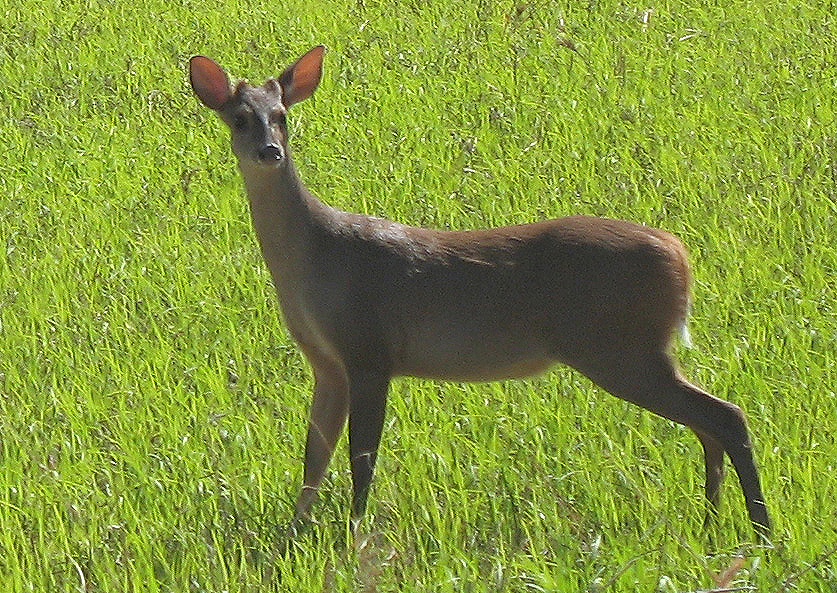
Mazama - Alguns apologistes SUD creuen que "cabra" en el Llibre del Mormó es refereix a cérvols, per tal d'explicar l'anacronisme aparent.

- Les cabres s'esmenten tres vegades en el Llibre de Mormó, posant-los entre els nefites i els jaredites. En dos dels versos, "cabres" es distingeixen de les "cabres salvatges", indicant que hi va haver almenys dues varietats, una d'elles possiblement domèstics o domesticats.

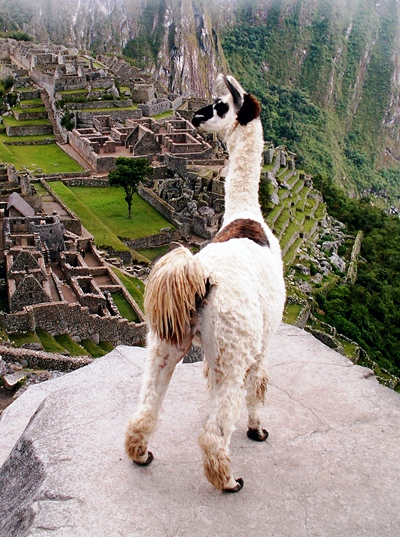
Les llames són coneguts per ser l'únic mamífer gran domesticat a les Amèriques..

- Hi ha sis referències al bestiar en el Llibre del Mormó, incloent-hi verborrea el que suggereix que van ser domesticats. No hi ha evidència que la vella guanyat Mundial (membres del gènere Bos) habitaven el Nou Món abans del contacte europeu en el segle xvi.

- Les ovelles s'esmenten en el Llibre del Mormó com es plantegen a les Amèriques pels jaredites en algun moment entre el 2500 aC i 600 B.C. Un altre vers parla de "pell de xai" (~ 21 dC) ovins domèstics es va presentar per primera vegada a les Amèriques durant el segon viatge de Colom.

- El Llibre del Mormó miralls dos passatges bíblics participació de l'espècie porcina, i s'esmenta un cop en la narració de si mateix. Si bé aquesta última cita suggereix que els porcs van ser domesticats, no hi ha hagut cap resta, referències, il·lustracions, eines, o qualsevol altra evidència que suggereix que els porcs estiguessin presents al Nou Món abans de la colonització espanyola.

### Com relacionades amb la tecnologia
Els crítics assenyalen que el Llibre del Mormó conté referències a diferents tecnologies (carros, acer, etc.) que no existia a les Amèriques en el moment de la història.

### Com relacionades amb la geografia
Els crítics assenyalen que hi ha moltes inconsistències i la inversemblança de la història dels israelites van arribar des de l'Orient Mitjà a Amèrica, i en les descripcions geogràfiques de les terres a les Amèriques en què les històries tenen lloc.

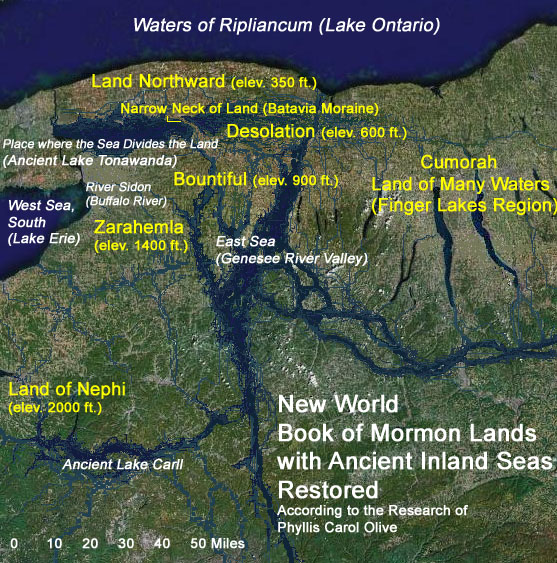
Mapa que mostra les terres possibles i llocs del Llibre de Mormó, prop de la suposada Cumorah.

### Com relacionades amb la genètica i els nadius americans
El Llibre del Mormó suggereix que els indis americans són descendents de persones que van arribar a Amèrica en vaixell des de l'Orient Mitjà, però científics assenyalen que, de les proves genètiques que els indis americans són en realitat descendents dels pobles que van emigrar des de Sibèria per l'estret de Bering.

### Crítica participació de diversos errors de fet
Els crítics afirmen que el Llibre del Mormó conté diversos errors de fet i d'inversemblança, com ara l'existència d'un riu a l'Aràbia Saudita, l'existència de sinagogues abans de l'exili babilònic, l'ús de metalls preciosos per als pesos i mesures, i els coneixements d'hebreu i egipci a les Amèriques.

## Crítiques i relatives a la naturalesa divina del text

### Crítica que indica que Joseph Smith també va fabricar el Llibre d'Abraham
Els crítics assenyalen que Joseph Smith va traduir el Llibre d'Abraham, i que la precisió i el mètode de la traducció d'aquest llibre és àmpliament desacreditada, per la qual cosa posa en dubte la traducció del Llibre del Mormó.

### Crítiques relacionades amb les revisions del Llibre del Mormó
Els crítics afirmen que el Llibre del Mormó no podria ser d'origen diví, a causa dels nombrosos canvis que s'han fet al text a través dels anys.